# Părinți Capadocieni

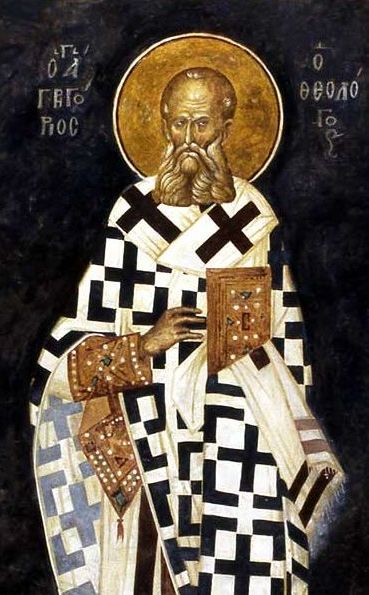
Grigore Teologul (Fresca din secolul al XIV-lea, Biserica Chora, Istanbul)

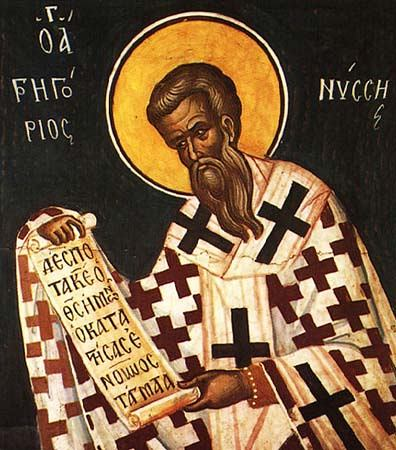
Grigore de Nyssa (Frescă din secolul al XIV-lea, Biserica Chora, Istanbul)

Părinții Capadocieni sunt un grup de trei prelați creștini bizantini care au pus bazele teologiei creștine, cât și tradiției monahale. Vasile cel Mare (330–379) a fost episcop de Cezareea, Grigore de Nyssa (c. 335 – c. 395), fratele mai mic al lui Vasile a fost episcop de Nyssa iar un prieten apropiat, Grigore de Nazianz (329–389), a devenit patriarh al Constantinopolului. Regiunea Cappadocia aflată în centrul Asiei Mici (Turcia de azi) cu capitala în orașul Cezareea a fost socotită o vatră a creștinătății timpurii.
Capadocienii au contribuit la dezvoltarea teologiei creștine fiind foarte respectați atât în bisericile occidentale, cât și în cele răsăritene.:22

## Context biografic
Bunicul matern al lui Vasile cel Mare și Grigore de Nyssa a fost un martir. Părinții lor, Vasile cel Bătrân și Emilia din Cezareea, de asemenea recunoscuți ca sfinți, au avut zece copii, patru băieți și șase fete. O soră mai mare, Macrina, a transformat moșia familiei într-o așezare monahală. Vasile cel Mare a fost cel mai în vârstă dintre frații Macrinei, următorul fiind celebrul jurist creștin Naucratius. Un alt frate, Petru al Sevastiei, a devenit și el episcop. 

## Contribuții teologice

### Sfânta Treime
Părinții Capadocieni au vrut să arate că populația creștină putea face față conversațiillor cu marii învățați ai vremurilor și că această credința creștină, deși contrazicea multe idei ale lui Platon și Aristotel (și ale altor filozofi greci), era o mișcare aproape științifică și distinctivă, având în centru vindecarea sufletului omului și unirea lui cu Dumnezeu— cel mai bine reprezentată de monahism. Ei au adus contribuții majore la definirea Sfintei Treimi în cadrul Primului Sinod Ecumenic de la Constantinopol din 381 și la versiunea finală a Crezului de la Niceea.
Ei au avut contribuții cheie la doctrina Trinității prin răspunsurile date arianismului și apolinarismului. :Cap 1
După Sinodul I de la Niceea, arianismul nu a dispărut pur și simplu. Sinodul de la Niceea afirmase că Fiul era de aceeași substanță (homoousios) cu Tatăl. Semiarienii învățau că Fiul este de substanță similară cu Tatăl (homoiousios) față de arienii care spuneau că Fiul nu este ca Tatăl, ci a fost creat și, prin urmare, nu era Dumnezeu.

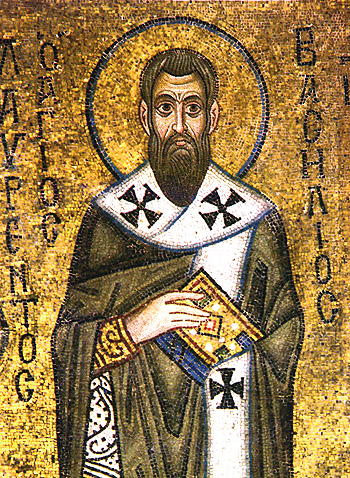
Vasile de Cezareea (Frescă de la Catedrala Sfânta Sofia din Kiev, secolul al XI-lea.)

Capadocienii au luptat pentru a-i aduce pe acești semi-arieni înapoi la credința ortodoxă. În scrierile lor, ei au folosit pe scară largă formula (acum ortodoxă) „o substanță (ousia) în trei persoane (hypostasis)”. :66 Relația este exemplificată de Vasile cel Mare printr-o paralelă inspirată din platonism:
oricare trei ființe umane sunt persoane distincte dar toate împărtășesc un universal comun, umanitatea lor.
Formularea recunoștea în mod explicit o distincție între Tatăl, Fiul și Duhul Sfânt (o distincție pe care Niceea fusese acuzată că o estompează), insistând în același timp asupra unității lor esențiale.

Astfel, Vasile cel Mare a scris:
Dacă s-ar simți nevoia să-mi spun și eu pe scurt părerea despre această temă, aș zice cam așa: raportul dintre ceea ce-i comun și particular e același ca și cel dintre ființă și ipostas, pentru că fiecare din noi participăm la «ființă» prin ceea ce avem în comun, în schimb însușirile individuale sînt specifice fiecăruia în parte. De aceea și aici termenul «ființă» este comun tuturor persoanelor treimice, cum e cazul cu sfințenia, cu dumnezeirea și cu orice s-ar mai putea înțelege, pe cînd însușirile specifice le are fiecare separat: cea de părinte, de fiu sau de putere sfințitoare. De aceea dacă s-ar spune că persoanele sînt fără ipostas, o astfel de afirnație e ceva absurd, iar dacă am accepta ca adevărate toate trei ipostasele, atunci atîtea mărturisim cîte și numărăm. În chipul acesta, prin învățătura despre «deo'ființime» se asigură și unitatea dumnezeirii, dar și recunoașterea Treimii, adică existența concomitentă a Tatălui, a Fiului și a Duhului Sfînt. — Epistola 214.IV

### Femeile și mariologia
Capadocienii aveau o viziune mai înaltă asupra femeilor decât mulți dintre contemporanii lor. Ei au contribuit la dezvoltarea mariologiei, toți trei au afirmat doctrina pururea fecioriei Mariei care era la acea vreme supusă criticilor anumitor grupări. Grigore de Nyssa a învățat că ea depusese un vot al fecioriei și a fost probabil primul teolog care în Viața lui Moise a asociat tipologic rugul aprins cu Fecioara Maria. Capadocienii au afirmat titlul Theotokos cu mai mult de 50 de ani înainte ca acesta să devină esențial pentru controversa nestoriană. Grigorie de Nazianz a afirmat că „dacă cineva nu socotește pe Sfânta Maria, Născătoare de Dumnezeu este în afara Dumnezeirii”. El a mai învățat că Iisus „s’a conceput dintr’o Fecioară, prealabil curățită de Duhul în trupul și sufletul ei”. Mai mult, el mărturisește despre cea mai veche rugăciune către Fecioara Maria dintr-un corpus literar patristic, relatând modul în care o fecioară s-a rugat Mariei să o ajute să învingă ispita, arătând astfel matricea ascetică care a fost contextul evlaviei timpurii față de pururea fecioria Mariei. Prin urmare, rădăcinile invocației Mariane pot fi asociate cu cercul nicean al lui Nazianz din Constantinopol. Grigore de Nyssa prezintă, de asemenea, cea mai veche consemnare a unei apariții Mariane asociată lui Grigore Taumaturgul.

### Moștenire
Vasile cel Mare și Grigore de Nazianz au fost numiți „mari dascăli ai lumii și ierarhi“, iar pe Grigore de Nyssa împăratul Teodosie cel Mare l-a avut drept etalon al Ortodoxiei, Sinodul al VI-lea Ecumenic numindu-l „Părinte al Părinților“. În timp ce împărtășeau multe trăsături, fiecare dintre ei prezenta puncte forte specifice, astfel Vasile era „omul de acțiune”, Grigore de Nazianz „oratorul” și Grigore de Nyssa „gânditorul”. Scrierile lor au devenit normative pentru cugetarea teologică ulterioară, iar modul de viață, în spiritul Evangheliei (mai ales în ceea ce privește viața monahală) a fost model pentru foarte mulți creștini atât în vremea lor, cât și după.